# Liste der Biografien/Forq
Liste der Biografien |
Portal Biografien |
Personensuche
# |
A |
B |
C |
D |
E |
F |
G |
H |
I |
J |
K |
L |
M |
N |
O |
P |
Q |
R |
S |
T |
U |
V |
W |
X |
Y |
Z |
?
 
Fa |
Fe |
Ff |
Fh |
Fi |
Fj |
Fk |
Fl |
Fm |
Fn |
Fo |
Fr |
Ft |
Fu |
Fy
 
Foa |
Fob |
Foc |
Fod |
Foe |
Fof |
Fog |
Foh |
Foi |
Foj |
Fok |
Fol |
Fom |
Fon |
Foo |
Fop |
For |
Fos |
Fot |
Fou |
Fov |
Fow |
Fox |
Foy |
Foz
 
Fora |
Forb |
Forc |
Ford |
Fore |
Forf |
Forg |
Fori |
Forj |
Fork |
Forl |
Form |
Forn |
Foro |
Forq |
Forr |
Fors |
Fort |
Foru |
Forw |
Fory |
Forz
Die Liste der Biografien führt alle Personen auf, die in der deutschsprachigen Wikipedia einen Artikel haben. Dieses ist eine Teilliste mit 5 Einträgen von Personen, deren Namen mit den Buchstaben „Forq“ beginnt.

## Forq

### Forqu
- Forqué, José María (1923–1995), spanischer Filmregisseur
- Forqué, Verónica (1955–2021), spanische SchauspielerinVerónica Forqué (1955–2021)

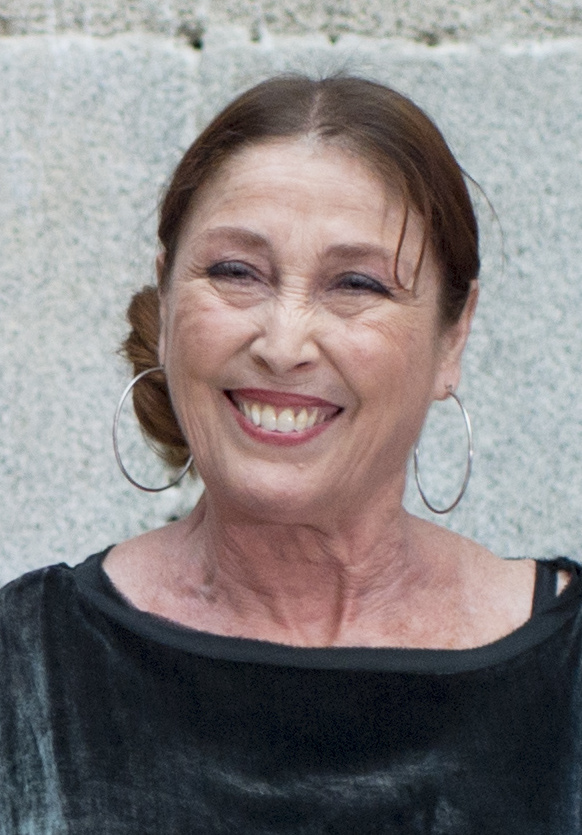
Verónica Forqué (1955–2021)

- Forqueray, Antoine (1672–1745), französischer Komponist und Gambist
- Forqueray, Jean-Baptiste-Antoine (1699–1782), französischer Gambist und Komponist
- Forqueray, Joseph Pouteau de (1739–1823), französischer Komponist, Organist und Musikpädagoge im Zeitalter der klassischen Musik